# Síndrome de Tolosa-Hunt
La síndrome de Tolosa-Hunt és un trastorn rar caracteritzat per mal de cap sever i unilateral amb dolor orbitari, juntament amb debilitat i paràlisi (oftalmoplegia) de certs músculs oculars (paràlisis extraoculars).
L'any 2004, la International Headache Society va proporcionar una definició dels criteris diagnòstics que incloïen granuloma. Fou descoberta pel doctor Eduard Tolosa i posteriorment juntament amb el doctor Hunt se'n van trobar més casos.